# Горки (Великоігнатовський район)
Го́рки (рос. Горки, ерз. Горки) — село у складі Великоігнатовського району Мордовії, Росія. Входить до складу Кіржеманського сільського поселення.

## Населення
Населення — 310 осіб (2010; 397 у 2002).
Національний склад (станом на 2002 рік):
- росіяни — 87 %